# FC Schalke 04
FC Schalke 04 (en alemán: Fußball-Club Gelsenkirchen-Schalke 04 e. V.), conocido como Schalke 04, es un club de fútbol de Gelsenkirchen, en la región urbana Rin-Ruhr, Alemania. Fue fundado el 4 de mayo de 1904 y actualmente juega en la 2. Bundesliga, la segunda división del fútbol nacional. El club también ofrece otras actividades como baloncesto, balonmano, atletismo e incluso deportes electrónicos.
En su palmarés destacan siete antiguos campeonatos, siete subcampeonatos de Bundesliga, y cinco Copas de Alemania, entre otros trofeos. También ganó su mayor trofeo europeo en 1997 derrotando a Inter por penales para obtener la Copa UEFA, actualmente denominada Liga Europa.
El club cuenta actualmente con 178 000 socios, lo que lo convierte en el segundo club con más socios en Alemania. Ha sido uno de los equipos de fútbol profesional más populares de Alemania, aunque el apogeo del club se produjo en las décadas de 1930 y 1940. Además, mantiene una rivalidad con Borussia Dortmund, con quien disputa el «Derbi del Ruhr». Juega de local en la Veltins-Arena que cuenta con una capacidad de 62 271 espectadores.

## Historia

### Fundación y primeros años
El Schalke 04 fue fundado en 1904, bajo el nombre de Turnverein 1877, en compañía de algunos estudiantes que destacaban como deportistas profesionales. Sus primeros colores fueron el rojo y amarillo. Al equipo no le era permitido unirse a la liga oficial hasta 1912.
Luego de varios cambios en el nombre oficial del club y diversos inconvenientes que ocurrieron sobre todo con el estallido de la Primera Guerra Mundial, el club adopta en 1924 el nombre que hasta la actualidad conserva: FC Schalke 04, y con la adopción definitiva de la camiseta de color azul real o azul cobalto, adoptaron el apodo que mantienen hasta ahora «Die Königsblauen» (en español: Los Azules Reales). Por estos años en el equipo jugaban, en su mayoría, jugadores que se desempeñaban como trabajadores en las minerías de carbón de Gelsenkirchen, y de ahí su otro apodo: «Die Knappen» (en español: Los mineros).

### Schalker Kreisel
En el año 1925 el club contrata por primera vez a un técnico profesional y con él el equipo empezó a dominar en las ligas regionales en las que participaba. Así empezó a participar en los campeonatos nacionales y también a cimentar las bases del equipo que dominaría Alemania en las siguientes décadas.
Durante este periodo el equipo utilizó un innovador sistema de juego que se haría famoso con el nombre de «Schalker Kreisel», precursor de los actuales rondos.
Por estos años comenzaban a dar sus primeros pasos las dos futuras estrellas del club: Fritz Szepan y Ernst Kuzorra.

### La época dorada
El popular equipo construyó un nuevo estadio, el Glückauf-Kampfbahn, en 1928. Ganaron su primer título en 1929, pero el siguiente año fueron sancionados y se les prohibió jugar por casi medio año. No obstante, la sanción no tuvo mucho impacto en la popularidad del equipo: El primer partido que jugaron luego de su castigo contra el Fortuna Düsseldorf en junio de 1931, atrajo a 70,000 espectadores al estadio, todo un récord para la época en los partidos de liga regionales.
El club empezó a competir en la Gauliga Westfalen en 1933, y desde entonces hasta la desaparición de la liga con este nombre y formato obtuvo todas las ediciones hasta el año 1944. Con estos éxitos el equipo se aseguraba una constante participación en las rondas finales del campeonato alemán y era por esos años siempre un candidato a ganar el título.
La fortuna y los éxitos del club empezaron a crecer desde 1931, haciendo una aparición en las semifinales del campeonato del año 1932, en la que perdió 1-2 frente al Eintracht Fráncfort.
Con una reorganización del fútbol alemán en 1933 durante la Alemania Nazi, Schalke tuvo su mejor década en lo que a títulos se refiere: Desde 1933 hasta 1942 el club apareció en 14 de 18 finales nacionales, y su popularidad iba en aumento hasta convertirse en poco tiempo en el equipo más popular de Alemania.
Durante la temporada 35-36 nunca perdió un partido en casa y solo perdió 6 de visitante, mostrando así un claro signo de dominio del equipo.
El primer título nacional del Schalke fue en 1934 con una victoria 2–1 sobre el que era considerado favorito FC Nürnberg. El siguiente el club se consagró bicampeón al vencer en la final a VfB Stuttgart por 6-4.
El club va a empezar así su época dorada al ganar los títulos de 1937 derrotando nuevamente al Núremberg, pero esta vez por 2 a 0. A la siguiente temporada se consagra subcampeón al caer en la final frente al Hannover 96, pero luego iba a ser bicampeón nuevamente al ganar en la final de 1939 al FC Admira Wien por 9-0 (récord en finales del campeonato alemán) y en la de 1940 al Dresdner SC por 1-0.
Luego pierde la final del año 1941 en un histórico partido frente al Rapid Viena por 4 a 3, para luego ganar nuevamente el campeonato en 1942 al derrotar en la final al First Vienna FC por 2 a 0.
Los Azules Reales también tuvieron frecuentes apariciones en las finales de la Tschammerpokal, pero con menos éxito. Perdieron la primera final que se disputó de la Tschammerpokal 0:2 ante Núremberg en 1935. También perdieron en las finales 1936, 1941, 1942 y solo lograron la victoria ante el Fortuna Düsseldorf en la final del 1937. En ese año también obtuvo el título del campeonato alemán, por lo que fue el primer equipo en la historia del fútbol alemán en obtener el doblete nacional (copa + campeonato).
Como dato destacable es que desde las temporadas 1933 a 1945 Schalke ganó 162 de 189 encuentros de la Gauliga, empató 21 y perdió solo 6. Marcaron 924 goles y recibieron 145. Desde 1935 a 1939 no perdieron un solo partido de liga. El dominio del Club fue parte de la propaganda Nazi llamándolo el ejemplo de la «Nueva Alemania», a pesar de que muchos de sus jugadores eran descendientes de inmigrantes polacos, en especial las dos estrellas del equipo: Fritz Szepan y Ernst Kuzorra.

### Consolidación en la Oberliga
Con Alemania sumida en el caos después de la Segunda Guerra Mundial, Schalke solo jugó dos partidos en 1945. Luego retomaron la regularidad y marcaron un récord en los campeonatos nacionales con una goleada 20:0 contra Spgg Herten, que habló más de la debilidad del fútbol alemán que de la habilidad de los jugadores del Schalke.
Ganó su primera Oberliga en el año 1951 y en el campeonato alemán quedó eliminado en el grupo 1 de clasificación a la final. Al año siguiente fue subcampeón de la Oberliga. Después el juego del Schalke decayó y en 1955 perdió la final de la Copa de Alemania por 2-3 frente al Karlsruher, y en la Oberliga acabó en el quinto puesto. En la temporada siguiente mejoró y acabó en la segunda ubicación.
En el año 1958 gana por segunda vez la Oberliga y también su último campeonato alemán hasta la fecha con un 3-0 sobre el Hamburgo en la final disputada en Hannover.
En el año 1962 se coloca segundo en la Oberliga, y en el campeonato alemán queda eliminado en la fase de grupos para acceder a la final.

### Bundesliga y el primer descenso
Luego de esto el club fue admitido en la recién creada Bundesliga en 1963 y sus participaciones iniciales fueron de muy pobres resultados, incluso el club quedó en último lugar en la temporada 1964-1965 pero no descendió, debido a la revocación de la licencia para jugar en la Bundesliga, del Hertha Berlín. En las siguientes dos temporadas el equipo luchó por no perder la categoría, y en la temporada 1966-1967 encaja ante el Borussia Mönchengladbach la peor derrota en su historia, al perder por 11 a 0 de visitante.
En la temporada 1967-68 el Schalke realizó una excelente campaña en la Copppa Delle Alpi al consagrarse campeón en terreno suizo frente al F.C. Basel. En esta copa había otros muy buenos equipos, entre los que se destacaban la Juventus FC y el Eintracht Fráncfort. En la siguiente temporada pierde la final de la copa alemana frente al Bayern de Múnich pero consigue un lugar en la Recopa de Europa de la temporada 1969-70. En esta copa llegan a las semifinales, pero allí quedan eliminados contra el Manchester City.
En 1971 el club se vio envuelto en un escándalo de arreglos de partidos que incluyó a varios jugadores de su plantel; al final estos jugadores fueron sancionados y multados por la Federación Alemana de Fútbol, (DFB).
En 1973 construye un nuevo estadio llamado Parkstadion, que originalmente tenía capacidad para 70.000 personas y que estaba destinado a la Copa del Mundo de 1974. El club lo inauguró con un partido amistoso contra el Feyenoord Rotterdam neerlandés.
En 1977 se coloca en segundo lugar de la Bundesliga por detrás del Borussia Mönchengladbach y tuvo como máximo goleador a una de sus máximas figuras de su historia y del fútbol alemán: Klaus Fischer. Después, en la temporada 1980-81 el equipo va a descender por primera vez en su historia a la segunda división al terminar en el puesto 17 en la Bundesliga.

### Crisis y resurgimiento
Los años 80 vieron a la institución sumida en una grave crisis económica y esto, sumado a los malos resultados deportivos, hicieron que el club jugara en segunda división por 5 temporadas hasta el ascenso a primera división en 1991 luego de coronarse campeón de la 2. Bundesliga de ese año.
Una vez en primera al club le costó consolidarse en ella y en las primeras temporadas luego de su regreso, no paso de la mitad de la tabla, hasta que en la temporada 1995-96 vuelve después de casi 20 años a clasificarse para disputar una competición internacional al conseguir el tercer lugar en la liga y así entrar en la Europa League, justamente en esa competición los Mineros escribieron una de las páginas más doradas de su historia.

### Los eurofighter y gloria en Europa
Este proceso empezó a dar sus frutos cuando se consiguió el tercer lugar de la Bundesliga 1995-96 y así logró entrar a la Copa de la UEFA de la temporada 1996-97. En esa edición de la Liga de Europa realizaron una campaña que quedó en la historia del club minero para siempre, ya que la ganaron en Milán, ante el Inter, por penaltis y así consiguieron el primer trofeo internacional importante en la historia del club. En la ida había ganado el club de Gelsenkirchen por 1-0 con gol de Marc Wilmots.
En las rondas anteriores el club había eliminado al Roda JC de los Países Bajos, al Trabzonspor de Turquía, al Brujas de Bélgica y en cuartos de final y semifinales eliminaron a dos equipos españoles, el Valencia C. F. y el Tenerife, respectivamente. En este equipo se destacaban, entre otros, el arquero Jens Lehmann, el mediocampista Ingo Anderbrügge y el defensor Thomas Linke, y se los conoció como los Eurofighter por su esquema táctico que era marcadamente defensivo.

### SigloXXI, nuevo estadio y títulos
A principios de la década del 2000 el Schalke empezó a afianzarse como uno de los clubes que pelean el campeonato en la parte alta de la tabla, fue en el año 2001 cuando el club de Gelsenkirchen estuvo a escasos minutos de salir campeón pero un empate del Bayern de Múnich en la última jugada del partido ante el Hamburgo les privó del título, a este equipo se lo empezó a llamar desde entonces "el campeón de los corazones", a pesar de esto el club obtuvo esa temporada la copa de Alemania ganándole al F. C. Unión Berlín por 2-0 y en la siguiente revalidó el título al ganarle al Bayer Leverkusen por 4-2 en Berlín.
Para el inicio de la temporada 2001-02 el club inaugura su nuevo estadio, el Veltins-Arena con capacidad para 61.673 y que es de categoría de élite según la UEFA, el primer partido oficial que se disputó allí fue el que enfrentó al Schalke contra el Leverkusen.
En esos años el equipo pierde dos finales seguidas de la Copa de la Liga de Alemania frente al Hertha Berlín por resultado de 4-1 en ambas finales, esta copa finalmente la ganaría en el año 2005 al derrotar en la final al VfB Stuttgart por 1-0 en Leipzig.
Desde el subcampeonato de 2001 ha terminado en la segunda colocación de la Bundesliga en los años 2005, 2007, 2010.
Ganó la Copa Intertoto de la UEFA de 2003 y 2004, consiguiendo de esta manera acceso a la Copa UEFA. Fue elegido por la IFFHS como el Mejor equipo del mundo del mes en noviembre de 2004.
Otra actuación notable en la Copa UEFA fue en la temporada 2005-06 en la que llegaron hasta semifinales, donde cayeron eliminados frente al Sevilla F. C. en la prórroga, con un gol de Antonio Puerta. El Sevilla a la postre se proclamaría campeón.
En la Liga de Campeones 2007-08 supera la fase de grupos y elimina al Porto por penales en los octavos de final pero quedan eliminados en los cuartos de final ante el F. C. Barcelona por un global de 2-0.
En el año 2010 llega al club la estrella española Raúl González Blanco y en su primera temporada que está en el club, el equipo realiza su mejor actuación en la Champions League, en la cual llegó a las semifinales. El Schalke 04 ha llegado a tal instancia, tras vencer al Valencia C. F. en octavos de final con una soberbia actuación del peruano Jefferson Farfan, quién se encargó de hacer 2 goles en aquel partido, luego enfrentaría al Internazionale en los cuartos de final con una histórica goleada por 5-2 en el partido de ida, disputado en el Giuseppe Meazza, pero en la semifinal se acabó el sueño tras ser derrotado por un total de 6-1 en la eliminatoria ante el Manchester United F.C., lo que cerraría su mejor participación en Champions League.
A comienzos de la temporada 2010-11 el Schalke gana la Liga Total Cup frente al Bayern de Múnich por 3-1, pero pierde una semana después la Supercopa alemana por 2-0 justamente frente a los Bávaros.
El 21 de mayo de 2011 se proclamó campeón de la Copa de Alemania por quinta vez en su historia, tras el partido disputado frente al Duisburgo en el Estadio Olímpico de Berlín que se saldó con un resultado de 5-0. Posteriormente, el 23 de julio del mismo año, se proclamó campeón de la Supercopa alemana venciendo al Borussia Dortmund por 4-3 en definición por penales luego de haber acabado el tiempo reglamentario 0-0. Esta fue la primera Supercopa de Alemania para el club.
El 22 de septiembre de 2011, el entrenador del club Ralf Rangnick ha anunciado su renuncia debido a motivos personales. El 19 de abril de 2012 la estrella del equipo Raúl González anunciaba que no iba a continuar en el Schalke 04 para la siguiente campaña y el club decide retirar el número 7 en su honor. A fin de la temporada el equipo finaliza en el tercer lugar de la clasificación por lo que disputó la Liga de Campeones 2012-13, llegando a octavos de final, pero siendo eliminados por el Galatasaray S.K. turco. Jens Keller fue contratado a mediados de temporada para entrenar el equipo. En la Champions 2013-14, el Schalke llegó nuevamente a octavos de final, donde cayeron por un global de 9-2 ante el eventual campeón Real Madrid; en la temporada 2013-14 de la liga alemana, finalizó tercero detrás del Borussia Dortmund y Bayern de Múnich.
El 2 y 3 de agosto de 2014, en la pretemporada, se celebró la primera edición de la Copa Schalke 04. Participaron 3 equipos además del Schalke, los cuales fueron: Málaga CF, Newcastle United F.C. y West Ham United. La Copa Schalke 04 se disputó en formato de dos partidos por día, bajo un sistema de puntos especiales, con tres puntos adjudicados al ganador de un partido, y si un encuentro finaliza en empate, se irá directamente a la tanda de penaltis y el ganador obtendrá dos puntos. El equipo que acumule mayor cantidad de puntos en los dos encuentros que dispute se proclamará campeón del torneo. El Málaga CF con 6 puntos en su casillero acabó convirtiéndose en el primer campeón del torneo.
Su temporada en la Bundesliga empieza de mal pie, pues en las primeras fechas el club estaba penúltimo y lejos de los puestos de Europa. Siendo eliminados en primera fase de la Copa de Alemania por un equipo de tercera división, el club destituye a Jens Keller y en su lugar contrata a Roberto Di Matteo. Empezando con una gran recuperación, el club termina la primera vuelta como 5° clasificado en zona Europea. En la segunda vuelta el equipo alemán sigue demostrando intensidad y empieza a recuperar terreno en la zona Champions pero cae en un declive que hace que rivales como el Borussia Mönchengladbach y el Bayer Leverkusen lo superen acabando la temporada en la posición 6° que le daba un lugar en la Liga de Europa.
Mientras en Champions el club es nuevamente emparejado con el Chelsea, además del Sporting de Portugal y el Maribor. Empezando de buena manera con un empate en Inglaterra, el equipo dejó escapar puntos en casa con un empate 1-1 con el Maribor y logró derrotar al Sporting de Portugal 4-3 en el último minuto con un penal dudoso. En la segunda rueda cayó 4-2 con los portugueses y perdió 5-0 con el Chelsea en su casa dejando casi nulas sus opciones de pasar a octavos pero un gol al final del partido en Eslovenia lo clasificó, junto con la derrota del Sporting de Portugal. En octavos fueron nuevamente emparejados con el Real Madrid C. F., en la ida cayeron 0-2 a pesar de poder contar con buenas chances de igualar al final del partido, la vuelta en España, el club logró una asombrosa victoria 3-4, en el último minuto Iker Casillas le sacó el gol al capitán Benedikt Höwedes, que hubiera sido el pase a cuartos.
Se clasificó a octavos de la Champions 2018-19 quedando eliminado por el Manchester City y en la Bundesliga de esa misma temporada estuvo muy cerca de descender quedando en decimocuarto puesto, escaló 2 posiciones para la temporada 2019-20 y en la 2020-21 estuvo las primeras 14 jornadas de la temporada sin conocer la victoria y 30 partidos sin ganar contando la temporada anterior, siendo su primera victoria de la temporada frente al Hoffenheim.

### Nuevo descenso y reconstrucción
El 20 de abril de 2021 es derrotado por el Arminia Bielefeld por marcador de 1 a 0 como visitante, así consolidando su descenso y regreso a la 2.Bundesliga.
Al descender, numerosos jugadores salieron de la plantilla por lo que se tuvo que iniciar una gran reconstrucción. A pesar del descenso, siguieron manteniendo al entrenador Dimitrios Grammozis. Sin embargo, el 2 de marzo de 2022 sería despedido ya que el conjunto minero no se encontraba en puestos de ascenso. El 7 de marzo anunciarán al alemán Mike Büskens como interino hasta final de temporada, pero el impacto fue tan grande que 2 meses después, el Schalke volvería a la Bundesliga el 7 de mayo tras remontar un 0 a 2 en contra al F.C. San Pauli y terminar ganando 3 a 2.

### Bundesliga 2022-23: nuevo descenso y mantenimiento en la 2.Bundesliga
Después de una muy mala campaña, llegó a la última fecha dependiendo de que el Stuttgart no le gane ni le empate al Hoffenheim de local, y ganar ante el RB Leipzig. Estos últimos no sucedieron, ya qué el Die Roten sacó un punto de oro, y el Schalke terminó perdiendo por 4-2, consumando el segundo descenso en toda su historia.
Ya en la 2.Bundesliga, comenzó la primera mitad de la peor forma, y terminó de despedir a Thomas Reis después de 7 fechas para el olvido. En su lugar, de forma interina, llegó Matthias Kreutzer, donde disputó la jornada 8 y 9, dando paso a Karel Geraerts cómo su nuevo entrenador. Con el belga salió de puestos de descenso, y terminó en un muy irregular décimo lugar.

## Símbolos

### Historia y evolución del escudo
Inicialmente, el club adoptó un escudo sencillo que consistía en un círculo con las iniciales "FC" en el centro, rodeadas por una corona. Este diseño básico representaba los colores del club, azul y blanco, y sus raíces en la comunidad local. Con el tiempo, el escudo fue evolucionando para reflejar la identidad y los valores del club. En la década de 1920, se introdujo una versión más elaborada del escudo que incluía las iniciales "S04" en el centro, rodeadas por una corona similar a la anterior, pero con un diseño más estilizado.
Desde 1945, el escudo del FC Schalke 04 lleva una "G" estilizada que incluye la inscripción "S04". La "G" simboliza la ciudad de Gelsenkirchen y se diseñó gráficamente en 1958 como un estilizado mazo minero, en recuerdo de los años de fundación. Entretanto, el límite exterior del logotipo consistía en tres círculos concéntricos, que pretendían visualizar el Schalker Kreisel de la época anterior a la guerra.
|              |
| (1924-1945). |

|              |
| (1945-1958). |

|              |
| (1958-1963). |

|              |
| (1963-1968). |

|              |
| (1968-1971). |

|              |
| (1978-1995). |

|              |
| (1995-Act.). |

## Indumentaria
- Uniforme Titular: Camiseta azul, pantaloneta blanca y medias verdes.

- Uniforme Suplente: Camiseta blanca, pantaloneta blanca y medias blancas.

| 2025-26 | 2024-25 | 2023-24 | 2022-23 | 2021-22 | 2020-21 | 2019-20 | 2018-19 | 2016-18 |
| 2014-16 | 2012-14 | 2010-12 | 2008-10 | 2006-08 | 2004-06 | 2002-04 | 2000-02 | 1998-00 |
| 1996-98 |         |         |         |         |         |         |         |         |

## Infraestructura
El Veltins-Arena, antes llamado Arena auf Schalke, es un estadio de fútbol ubicado en la ciudad de Gelsenkirchen. Se terminó de construir en agosto de 2001 tras casi tres años de obras, cerca del antiguo estadio del club, siendo uno de los estadios más modernos de Europa. Para partidos de fútbol nacionales, el estadio tiene capacidad para 62.271 espectadores, y para 54.740 espectadores en partidos internacionales, debido a la prohibición de estar de pie. El estadio polivalente también acoge conciertos, representaciones de ópera y una competición regular de biatlón. Dependiendo del tipo de evento, la capacidad de espectadores puede aumentarse hasta un máximo de 78.996 añadiendo asientos y localidades de pie en el interior. Según la normativa de la UEFA sobre infraestructuras de estadios, el Veltins-Arena es un estadio de la máxima categoría 4; por lo tanto, puede albergar finales de la Liga de Campeones de la UEFA y de la UEFA Europa League, como la final de la Liga de Campeones de la UEFA de 2004.

### Estadios antiguos
El Glückauf-Kampfbahn (oficialmente Kampfbahn Glückauf) es un estadio de fútbol en Gelsenkirchen. Fue construido a partir de agosto de 1927 en el sitio de la antigua mina de carbón Consolidation. La ceremonia de inauguración oficial tuvo lugar el 2 de septiembre de 1928. Como el estadio fue diseñado para solo 34,000 seguidores, en 1936 se expandió para incluir la tribuna de 114 metros de largo, todavía seguía siendo demasiado pequeño para las multitudes. Después de la guerra, el estadio, que había sido destruido casi por completo a fines de 1944, fue restaurado y aparte de pequeñas medidas estructurales, se mantuvo sin cambios en el período siguiente, a pesar de los planes de expansión existentes.
El Parkstadion fue un estadio multiusos ubicado en la ciudad de Gelsenkirchen en el estado de Renania del Norte-Westfalia al oeste de Alemania. El estadio fue construido con motivo de la Copa Mundial de Fútbol de 1974 que se celebraría aquel año en Alemania Federal. El estadio se inauguró en 1973. El Parkstadion empezaba a mostrar signos de desgaste, y en 1989 el entonces presidente del club, Günter Eichberg, anunció que sería reemplazado, y que el nuevo estadio se inauguraría en 1992. Sin embargo, pasarían otros 9 años antes de que se construyera un nuevo estadio: el moderno Veltins Arena.

## Datos del club
- Puesto histórico: 7º[5]
- Temporadas en Bundesliga: 53.
- Mejor puesto en la liga: 1.º (7 veces).
- Peor puesto en la liga: 18.º (2 veces).
- Mayor número de puntos en una temporada: 68 (2006-07).
- Mayor victoria: FC Teningen 1:11 Schalke 04 (Copa de Alemania 2011-12).
- Mayor derrota: Schalke 04 0:11 Borussia Mönchengladbach (1966-67).
- Jugador con más partidos disputados: Klaus Fichtel (556 partidos oficiales).
- Jugador con más goles: Ernst Kuzorra (445 tantos en competiciones oficiales).

#### Curiosidades
- Según la prestigiosa revista The New York Times, Adolf Hitler era fanático del club.[6][7][8]
- En varias ocasiones el club ha sido sancionado por vínculos neonazis o ataques racistas de varios seguidores y algunos miembros del club.[9][10][11]

- La mascota del club se llama Ährwin, en recuerdo de uno de los dos gemelos Kremers, que jugaron en el club en 1971.
- Sus rivalidades más importantes son las que mantiene con la mayoría de los clubes de la región de Westfalia, en especial el Borussia Dortmund e incluyendo también otros clásicos rivales como el Werder Bremen y el Bayern de Múnich.
- Tiene una relación amistosa con el F. C. Núremberg.
- El Papa Juan Pablo II fue miembro honorario del club en 1987.
- Fue el primer equipo que obtuvo el doblete en Alemania, lo hizo en el año 1937 cuando ganó el torneo y la copa.
- Tiene las goleadas más amplias en las finales de la copa alemana, en 1972 y 2011 cuando le ganó al F.C. Kaiserslautern y al Duisburgo por 5-0 respectivamente.
- Tiene la goleada más amplia en la historia de las finales de los campeonatos alemanes, al ganar por 9-0 al Admira Wien en 1939.

## Futbolistas con más apariciones y goles
La siguiente tabla muestra todos las apariciones y goles en partidos oficiales con el primer equipo del FC Schalke 04. Además de los partidos de liga esta incluye todos los partidos en las competiciones nacionales e internacionales. No incluye apariciones ni goles en partidos amistosos.
| #  | Futbolista           | Partidos | País                |
| -- | -------------------- | -------- | ------------------- |
| 1  | Klaus Fichtel        | 556      | Bandera de Alemania |
| 2  | Ernst Kuzorra        | 466      | Bandera de Alemania |
| 3  | Norbert Nigbur       | 455      | Bandera de Alemania |
| 4  | Fritz Szepan         | 437      | Bandera de Alemania |
| 5  | Bernhard Klodt       | 425      | Bandera de Alemania |
| 6  | Olaf Thon            | 384      | Bandera de Alemania |
| 7  | Gerald Asamoah       | 381      | Bandera de Alemania |
| 8  | Rolf Rüssmann        | 375      | Bandera de Alemania |
| 9  | Ingo Anderbrügge     | 355      | Bandera de Alemania |
| 10 | Herbert Lütkebohmert | 351      | Bandera de Alemania |

| #  | Futbolista          | Partidos | País                        |
| -- | ------------------- | -------- | --------------------------- |
| 1  | Ernst Kuzorra       | 445      | Bandera de Alemania         |
| 2  | Fritz Szepan        | 311      | Bandera de Alemania         |
| 3  | Klaus Fischer       | 226      | Bandera de Alemania         |
| 4  | Ernst Kalwitzki     | 195      | Bandera de Alemania         |
| 5  | Bernhard Klodt      | 168      | Bandera de Alemania         |
| 6  | Hermann Eppenhoff   | 146      | Bandera de Alemania         |
| 7  | Klaas-Jan Huntelaar | 128      | Bandera de los Países Bajos |
| 8  | Adolf Urban         | 124      | Bandera de Alemania         |
| 9  | Ernst Poertgen      | 104      | Bandera de Alemania         |
| 10 | Ebbe Sand           | 104      | Bandera de Dinamarca        |

## Entrenadores
Entrenadores del FC Schalke 04 desde 1949.
- Fritz Szepan (1 de julio de 1949-30 de junio de 1954)
- Eduard Frühwirth (1 de julio de 1954-30 de junio de 1959)
- Nandor Lengyel (1 de julio de 1959-30 de junio de 1960)
- Georg Gawliczek (1 de julio de 1960-4 de mayo de 1964)
- Fritz Langner (4 de mayo de 1964-5 de junio de 1967)
- Karl-Heinz Marotzke (1 de julio de 1967-13 de noviembre de 1967)
- Günter Brocker (14 de noviembre de 1967-17 de noviembre de 1968)
- Rudi Gutendorf (23 de noviembre de 1968-8 de septiembre de 1970)
- Slobodan Čendić (8 de septiembre de 1970-30 de junio de 1971)
- Ivica Horvat (1 de julio de 1971-30 de junio de 1975)
- Max Merkel (1 de julio de 1975-9 de marzo de 1976)
- Friedel Rausch (10 de marzo de 1976-20 de diciembre de 1977)
- Uli Maslo (21 de diciembre de 1977-30 de junio de 1978)
- Ivica Horvat (1 de julio de 1978-17 de marzo de 1979)
- Gyula Lóránt (19 de marzo de 1979-3 de diciembre de 1979)
- Dietmar Schwager (4 de diciembre de 1979-20 de abril de 1980)
- Fahrudin Jusufi (21 de abril de 1980-25 de mayo de 1981)
- Rudi Assauer (26 de mayo de 1981-30 de junio de 1981)
- Sigfried Held (1 de julio de 1981-20 de enero de 1983)
- Jürgen Sundermann (24 de enero de 1983-30 de junio de 1983)
- Diethelm Ferner (1 de julio de 1983-30 de junio de 1986)
- Rolf Schafstall (1 de julio de 1986-7 de diciembre de 1987)
- Horst Franz (27 de diciembre de 1987-17 de septiembre de 1988)
- Diethelm Ferner (20 de septiembre de 1988-2 de abril de 1989)
- Peter Neururer (10 de abril de 1989-13 de noviembre de 1990)
- Klaus Fischer (13 de noviembre de 1990-31 de diciembre de 1990)
- Aleksandar Ristić (1 de enero de 1991-30 de abril de 1992)
- Klaus Fischer (1 de mayo de 1992-30 de junio de 1992)
- Udo Lattek (1 de julio de 1992-16 de enero de 1993)
- Helmut Schulte (18 de enero de 1993-11 de octubre de 1993)
- Jörg Berger (11 de octubre de 1993-5 de octubre de 1996)
- Huub Stevens (8 de octubre de 1996-30 de junio de 2002)
- Frank Neubarth (1 de julio de 2002-26 de marzo de 2003)
- Marc Wilmots (26 de marzo de 2003-30 de junio de 2003)
- Jupp Heynckes (1 de julio de 2003-15 de septiembre de 2004)
- Ralf Rangnick (28 de septiembre de 2004-12 de diciembre de 2005)
- Oliver Reck (13 de diciembre de 2005-3 de enero de 2006)
- Mirko Slomka (4 de enero de 2006-13 de abril de 2008)
- Mike Büskens (13 de abril de 2008-30 de junio de 2008)
- Fred Rutten (1 de julio de 2008-26 de marzo de 2009)
- Mike Büskens (27 de marzo de 2009-30 de junio de 2009)
- Felix Magath (1 de julio de 2009-16 de marzo de 2011)
- Ralf Rangnick (21 de marzo de 2011-22 de septiembre de 2011)
- Huub Stevens (27 de septiembre de 2011-16 de diciembre de 2012)
- Jens Keller (16 de diciembre de 2012-7 de octubre de 2014)
- Roberto Di Matteo (7 de octubre de 2014-26 de mayo de 2015)
- André Breitenreiter (12 de junio de 2015-14 de mayo de 2016)
- Markus Weinzierl (2 de junio de 2016-9 de junio de 2017)
- Domenico Tedesco (9 de junio de 2017-14 de marzo de 2019)
- Huub Stevens (15 de marzo de 2019-30 de junio de 2019)
- David Wagner (1 de julio de 2019-27 de septiembre de 2020)
- Manuel Baum (30 de septiembre de 2020-18 de diciembre de 2020)
- Christian Gross (27 de diciembre de 2020-28 de febrero de 2021)
- Dimitrios Grammozis (2 de marzo de 2021-6 de marzo de 2022)
- Mike Büskens (7 de marzo de 2022-15 de mayo de 2022)
- Frank Kramer (7 de junio de 2022-19 de octubre de 2022)
- Thomas Reis (27 de octubre de 2022-27 de septiembre de 2023)
- Karel Geraerts (9 de octubre de 2023-21 de septiembre de 2024)
- Kees van Wonderen (6 de octubre de 2024-3 de mayo de 2025)
- Jakob Fimpel (3 de mayo de 2025-31 de mayo de 2025)
- Miron Muslić (31 de mayo de 2025-)

## Palmarés
Nota: en negrita competiciones vigentes en la actualidad.
Torneos nacionales
| Competiciones nacionales          | Títulos                                                        | Subcampeonatos                                                                            |
| --------------------------------- | -------------------------------------------------------------- | ----------------------------------------------------------------------------------------- |
| Bundesliga (7/10)                 | 1933-34, 1934-35, 1936-37, 1938-39, 1939-40, 1941-42, 1957-58. | 1932-33, 1937-38, 1940-41, 1971-72, 1976-77, 2000-01, 2004-05, 2006-07, 2009-10, 2017-18. |
| Copa de Alemania (5/7)            | 1936-37, 1971-72, 2000-01, 2001-02, 2010-11.                   | 1934-35, 1935-36, 1940-41, 1941-42, 1954-55, 1968-69, 2004-05. (Récord)                   |
| Copa de la Liga de Alemania (1/3) | 2005.                                                          | 2001, 2002, 2007. (Récord compartido)                                                     |
| Supercopa de Alemania (1/1)       | 2011.                                                          | 2010.                                                                                     |
|                                   |                                                                |                                                                                           |
| Segunda División (3/1)            | 1981-82, 1990-91, 2021-22.                                     | 1983-84.                                                                                  |

Torneos internacionales
| Competiciones internacionales   | Títulos                         | Subcampeonatos |
| ------------------------------- | ------------------------------- | -------------- |
| Liga Europa (1/0)               | 1996-97.                        |                |
| Copa Intertoto de la UEFA (2/0) | 2003, 2004. (Récord compartido) |                |

Torneos regionales
| Competiciones regionales                          | Títulos | Subcampeonatos             |
| ------------------------------------------------- | --- | -------------------------- |
| Oberliga Oeste (2/3)                              | 1950-51, 1957-58.                                                                                           | 1951-52, 1955-56, 1961-62. |
| Campeonato de fútbol de Alemania Occidental (4/1) | 1929, 1930, 1932, 1933.                                                                                     | 1927.                      |
| Gauliga Westfalen (11)                            | 1933-34, 1934-35, 1935-36, 1936-37, 1937-38, 1938-39, 1939-40, 1940-41, 1941-42, 1942-43, 1943-44. (Récord) |                            |
| Liga de Westfalia (2)                             | 1946 (1T), 1947 (1T).                                                                                       |                            |
| Campeonato del Interior de Alemania (0/1)         | | 1998.                      |

## Participación internacional en competiciones UEFA

#### Por competición
Nota: En negrita competiciones activas.
| Competición                                   | Temp. | PJ  | PG  | PE | PP | GF  | GC  | Dif. | Puntos | Títulos | Subtítulos |
| --------------------------------------------- | ----- | --- | --- | -- | -- | --- | --- | ---- | ------ | ------- | ---------- |
| Copa de Europa / Liga de Campeones de la UEFA | 10    | 77  | 31  | 18 | 28 | 109 | 117 | -8   | 111    | –       | –          |
| Copa de la UEFA / Liga Europa de la UEFA      | 14    | 100 | 51  | 26 | 23 | 170 | 95  | +75  | 179    | 1       | –          |
| Recopa de Europa de la UEFA                   | 2     | 14  | 9   | 2  | 3  | 21  | 14  | +7   | 29     | –       | –          |
| Copa Intertoto de la UEFA                     | 2     | 12  | 10  | 2  | 0  | 23  | 5   | +18  | 32     | 2       | –          |
| Total                                         | 28    | 203 | 101 | 48 | 54 | 323 | 231 | +92  | 351    | 3       | 0          |

## Seguidores

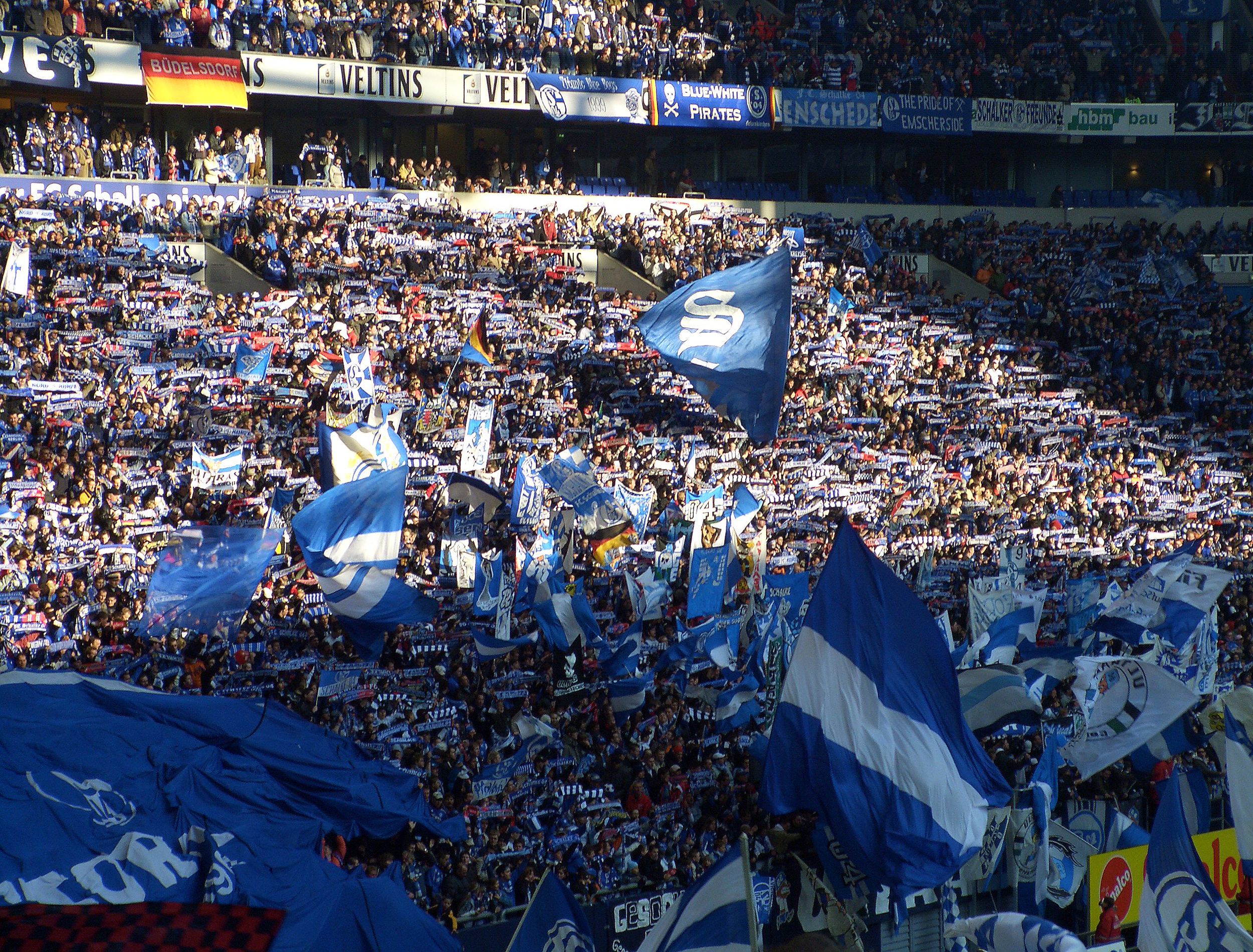
Afición del Schalke 04.

El número de socios del Schalke 04 ha experimentado un notable aumento a lo largo de los años, pasando de 10,000 en 1991 a 160,000 en 2022. Esta cifra posiciona al Schalke 04 como el segundo club deportivo más grande de Alemania y el cuarto a nivel mundial, solo detrás del Bayern de Múnich, SL Benfica y Boca Juniors. En 2022, el Schalke ocupaba el puesto 94° entre los mejores clubes de fútbol de Europa según la clasificación de clubes de la UEFA. Un análisis de la estructura de socios del Schalke 04 en 2014 reveló que el 20% eran mujeres y el 14% pertenecían al grupo de edad de hasta diez años. Además, alrededor del 30% de los socios no provenían de Renania del Norte-Westfalia. Aparte de Gelsenkirchen, donde el club está ubicado (con 10.197 socios) y sus ciudades vecinas inmediatas, los socios también procedían de ciudades más distantes como Colonia (1.117), Berlín (932) y Dortmund (800). Este crecimiento significativo en el número de socios del club también se ha visto impulsado por las promociones llevadas a cabo por la institución, a partir de 2013, con el objetivo de continuar promocionando la marca Schalke 04.
La Asociación de Clubes de Fans del Schalke 04 (SFCV) es una entidad que agrupa a una gran cantidad de clubes de seguidores, según afirma, alrededor de 1.500. Fue establecida el 12 de agosto de 1978 por diez peñas del Schalke en Gelsenkirchen, con el propósito de obtener una mayor representación en el club. En su fundación, el S04 no contaba con ninguna peña de aficionados, por lo que esta asociación buscaba dar voz a los seguidores. En octubre de 2012, estas peñas estaban distribuidas geográficamente de la siguiente manera: unas 200 en la región del Ruhr, 360 en otras partes de Renania del Norte-Westfalia y 300 en otros estados federados. Un detalle importante es que un miembro de la junta directiva del SFCV tiene un puesto permanente en la junta directiva del propio FC Schalke 04. En 2013, el SFCV se unió primero con los "Ultras Gelsenkirchen" y luego con el club de aficionados Schalke Fan-Initiative eV, donde varios miembros de grupos de seguidores del SFCV jugaron un papel importante. Sin embargo, algunos consideran que esta fusión no ha representado de manera adecuada los intereses de los aficionados.

### Mascota
La mascota oficial del FC Schalke 04 es el escudero llamado «Erwin», cuyo número de camiseta es el «04», en honor al año de fundación del club. Erwin ya era reconocido por los aficionados a través de la revista del estadio Schalker Kreisel antes de convertirse en la mascota oficial en 1995. En los comentarios del Nordkurven, Erwin comparte con humor las novedades del mundo del fútbol. Anteriormente, la mascota del club era un topo llamado «Wühli», quien, sin embargo, no era una persona disfrazada, sino una figura de peluche que solía ser llevada en hombros por Charly Neumann en el Parkstadion.

## Rivalidades

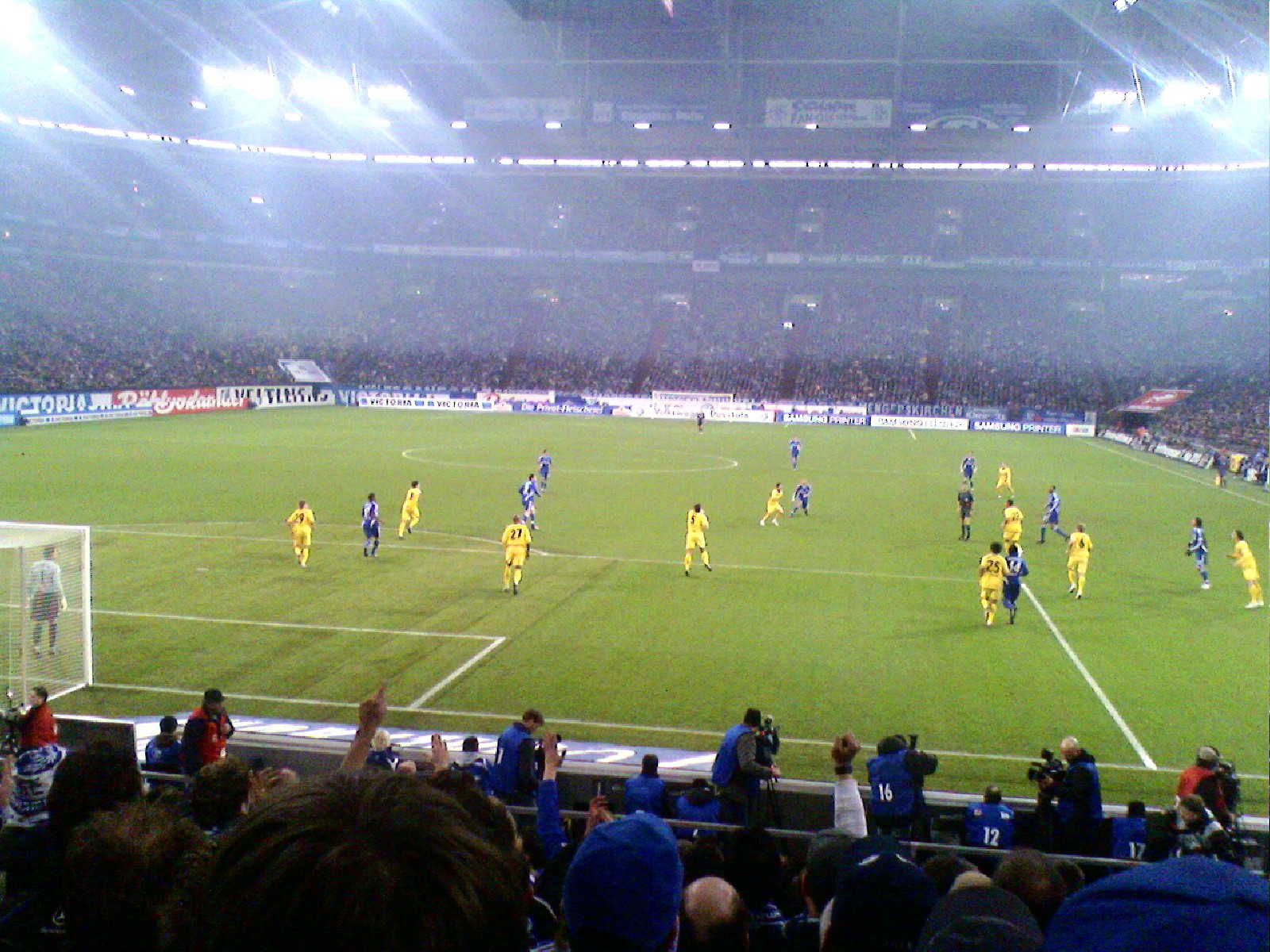
Borussia Dortmund ante Schalke 04 en la Bundesliga.

El Derbi del Ruhr, se refiere al enfrentamiento en el campeonato de fútbol alemán entre el Schalke 04 y su eterno rival el Borussia Dortmund. La rivalidad entre ambos se debe principalmente a que están muy cerca geográficamente (Región del Ruhr), teniendo gran disputa por la región de Renania del Norte-Westfalia, Alemania. El derbi no solo es importante por la rivalidad deportiva, sino que también tiene profundas raíces culturales y sociales en la región. Es un símbolo de la identidad y el orgullo de las comunidades locales, y su importancia va más allá del fútbol, influyendo en la vida cotidiana de las personas en la región. La rivalidad también es deliberadamente alimentada por los dirigentes de los clubes respectivos con fines de marketing. De hecho, durante los clásicos los estadios registran un aforo completo, a lo que hay que añadir los importantes ingresos generados por la venta de productos a los aficionados.
Existe también una rivalidad especial entre el Schalke y el Rot-Weiss Essen, la cual ha ido perdiendo importancia para los seguidores del Schalke a lo largo de las décadas debido a la diferencia de categoría entre ambos clubes, pero que aún conserva gran relevancia para los aficionados del Essen. Desde el dramático final de la temporada de la Bundesliga 2000-01, en la cual el club terminó como subcampeón, muchos seguidores del Schalke han desarrollado una antipatía hacia el Bayern de Múnich. De hecho, popularmente el Schalke 04 es un gran enemigo de Baviera, debido a la relación formal que tuvo con el régimen nazi.

## Secciones deportivas

### Baloncesto
La sección de baloncesto del FC Schalke 04 fue creada originalmente por varios clubes en Gelsenkirchen. De la unión entre el ASC Gelsenkirchen y el BG Eurovia Buer, en la temporada 1972/73, nació el SG Eurovia Buer. Más tarde, en 1974, el SG Eurovia Buer se unió al FC Schalke 04, pasando a ser la sección de baloncesto del equipo del clásico del fútbol alemán.